# Andongsari
Andongsari is een bestuurslaag in het regentschap Jember van de provincie Oost-Java, Indonesië. Andongsari telt 16.311 inwoners (volkstelling 2010).